# Culex salinarius
Culex salinarius är en tvåvingeart som beskrevs av Daniel William Coquillett 1904. Culex salinarius ingår i släktet Culex och familjen stickmyggor. Inga underarter finns listade i Catalogue of Life.